# Gardar

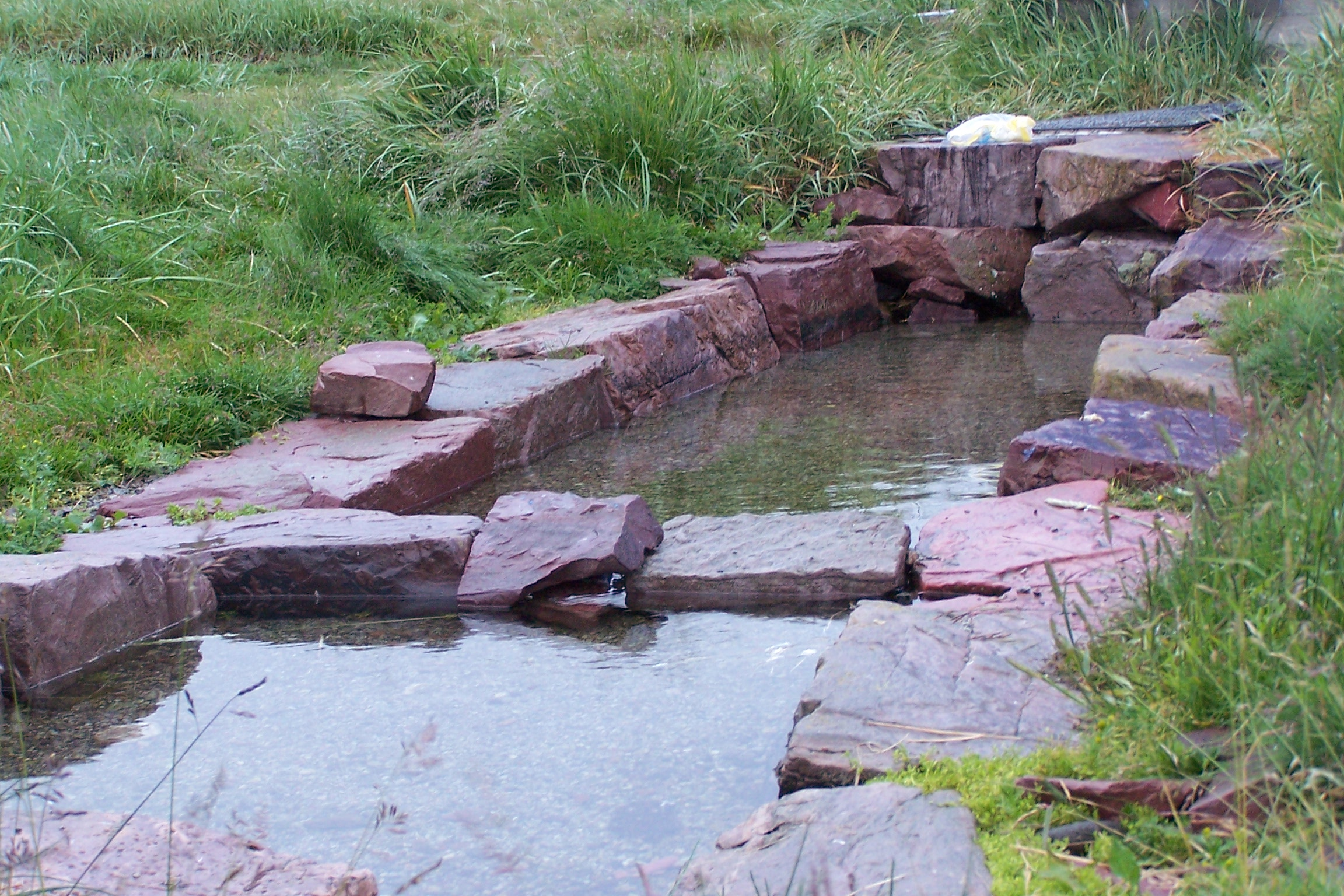
Nordmännens källa i Igaliku (Gardar)

Gardar (isländska: Garðar) var romersk-katolska kyrkans biskopssäte på södra Grönland. Ruinerna ligger i samhället som numera heter Igaliku. Anläggningen fungerade i praktiken från 1126 till omkring 1378 då den siste biskopen, Alf, dog. Formellt fungerade det dock i många år därutöver, men de utnämnda biskoparna reste aldrig till Grönland.

## Ruinerna
Trots att stenarna från nordmännens byggnader till största del återanvändes till hus och vägar i Igaliku, är ruinerna än idag mycket omfattande. Gardar – som egentligen betyder 'gård' – har tydligen varit en mycket stor anläggning med domkyrka, bostäder, stall, lador, packhus, folde, inhägnader, ett märkligt vattensystem, källare och diverse mindre hus. Nordmännens största stall, med plats för över 100 kor, har hittats här. I ett litet sidorum vid kyrkans kor har man hittat resterna av en av Gardars biskopar; han var begravd med sin biskopsstav och biskopsring.

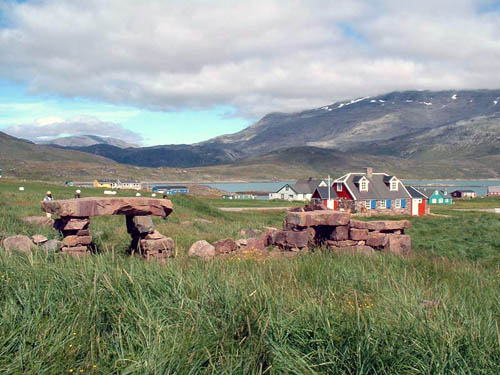
Ruinerna efter "Gardar Tiondelada" finns i dagens Igaliku.

De mest markanta ruinerna är ett kombinerat stall och lada samt den så kallade Gardar Tiondelada. I båda dessa byggnader finns överliggarna i dörrarna bevarade. Därtill är även ruinen efter ett packhus nära hamnen ännu ganska tydlig. På en liten ö i fjorden ligger också en rätt stor ruin av ett packhus. Källan som ännu finns kvar ser troligen ut som såg ut på nordmännens tid, och än idag är den bygdens viktigaste vattentillgång. De flesta övriga ruiner når endast en sten eller 20–30 cm över marken. De bör dock beses tidigt på sommaren, då många av dem annars delvis försvinner i högt gräs.